# Wijngaarden
Wijngaarden (51° 51′ N, 4° 46′ L) é uma cidade dos Países Baixos, na província de Holanda do Sul. Wijngaarden pertence ao município de Molenwaard, e está situada a 7 km, a nordeste de Dordrecht.
Em 2001, a cidade de Wijngaarden tinha 300 habitantes. A área urbana da cidade é de 0.030 km², e tem 99 residências.
A área de Wijngaarden, que também inclui as partes periféricas da cidade, bem como a zona rural circundante, tem uma população estimada em 730 habitantes.